# Metagyndes intermedia
Metagyndes intermedia is een hooiwagen uit de familie Gonyleptidae.